# Edesio
Edesio (en griego antiguo: Αιδέσιος, f. 355), llamado a veces Edesio de Capadocia, fue un filósofo neoplatónico y místico nacido de una noble familia de Capadocia. Fue el fundador de la Escuela de Pérgamo.

## Trayectoria
Se trasladó a Siria, atraído por las lecciones de Jámblico, de quien fue discípulo. Según Eunapio de Sardes, discrepaba de Jámblico en algunos puntos referentes a la teúrgia y la magia. Tras la muerte de su maestro, la escuela de Siria se dispersó. Edesio modificó al parecer sus doctrinas temiendo la persecución del emperador Constantino II y se refugió en la adivinación.
Un oráculo en hexámetros le indicó que la vida pastoril sería su único refugio, pero sus discípulos, calmando quizá sus miedos mediante una interpretación metafórica, le instaron a retomar sus clases.  
Se asentó en Pérgamo, donde fundó la escuela que lleva el nombre de esta ciudad, y que contó entre sus discípulos con Eusebio de Mindos, Máximo de Éfeso, Crisantio, Eunapio de Sardes, Salustio el neoplatónico y el futuro emperador Juliano. Cuando este accedió al poder, invitó a Edesio a la corte, pero el sabio consideró que le faltaban las fuerzas necesarias, y envió en su lugar a dos discípulos suyos, Crisantio y Eusebio.